# Jagmeet Singh
Jagmeet Singh Jimmy Dhaliwal (Scarborough, 2 de enero de 1979) es un político canadiense que se ha desempeñado como líder del Nuevo Partido Democrático (NDP) desde 2017. Singh se ha sentado como miembro del Parlamento (MP) de Burnaby South desde 2019. Fue elegido miembro de la Asamblea Legislativa de Ontario en 2011, en representación de Bramalea — Gore — Malton hasta su entrada en la política federal. Singh, un sij practicante de ascendencia punjabi, siendo un canadiense de origen indio, lo que lo convierte en la primera minoría visible en ser elegida para dirigir un importante partido político federal en Canadá.
Singh comenzó su carrera como abogado defensor penal. Su carrera política comenzó en 2011, cuando participó en las elecciones federales de 2011 en la conducción federal de Bramalea — Gore — Malton, lo que resultó en una estrecha victoria para el oponente conservador Bal Gosal; se convirtió en miembro del Parlamento Provincial (MPP) en la conducción provincial superpuesta a finales de ese año. En 2015, se convirtió en líder adjunto del Nuevo Partido Demócrata de Ontario, sirviendo bajo el liderazgo de Andrea Horwath hasta 2017. Singh anunció su candidatura para el liderazgo federal del Nuevo Partido Demócrata luego de una revisión de liderazgo que resultó en una elección de liderazgo para reemplazar a Tom Mulcair. Singh fue elegido líder el 1 de octubre de 2017, con una votación en la primera ronda del 53,8 por ciento en un campo de cuatro. En las elecciones federales de 2019, los nuevos demócratas bajo Singh ganaron 24 escaños y pasaron del estado de tercer partido al cuarto partido.
Tras su elección, Singh se convirtió en la primera persona de un grupo minoritario visible en liderar un importante partido político federal canadiense de forma permanente, y el segundo en general después de la exlíder interina del Bloc Québécois, Vivian Barbot. Singh es también el primer indio y sij con turbante que se desempeña como legislador provincial en Ontario. Ha sido ampliamente reconocido en los medios canadienses por su sentido de la moda y el estilo. Ideológicamente, Singh se identifica como progresista y socialdemócrata.Aboga por aumentar el salario mínimo federal a $ 15 la hora, despenalizar la posesión personal de todas las drogas y apoya la eliminación de varias deducciones fiscales disponibles para las personas con mayores ingresos.

## Trayectoria
Singh defendió y proporcionó asesoramiento "pro bono" a un grupo de activistas políticos que protestaron por la visita de Kammal Nath, Ministerio de Comercio e Industria (India) a Canadá. Kammal persiguió a los sijs y presuntamente dirigió un grupo armado durante el pogromo de Nueva Delhi en 1984. Las protestas fueron frustradas y el grupo alentó a Jagmeet a que se presentara a representar las demandas del grupo.
Singh se postuló en las elecciones generales de 2011 como candidato del Nuevo Partido Democrático en el distrito de Bramalea-Gove-Malton y fue derrotado por Kuldip Kular del Partido Liberal de Ontario (Canadá) por 2277 votos.En diciembre de 2013, Jagmeet Singh presentó un proyecto de ley que se aprobó estableciendo abril como el Mes del Recuerdo Sikh en la provincia de Ontario. Singh apoyó la campaña de Wab Kinew para liderar al Nuevo Partido Democrático de Manitoba en las elecciones de liderazgo del partido.
Después de que Tom Mulcair perdiera el liderazgo en la convención del Nuevo Partido Democrático (NDP) en 2016, Singh fue considerado un candidato potencial para el liderazgo del partido, obteniendo el apoyo del 11% de los miembros del NDP en una encuesta de abril de 2016, colocándose en un segundo empate. en la disputa. Singh fue elegido líder federal del Nuevo Partido Demócrata el 1 de octubre de 2017.

## Controversias religiosas
Jagmeet Singh milita a favor de una excepción a la obligación de llevar casco para los motociclistas de la fe sij. Durante la carrera por el liderazgo del NDP, también hizo saber que tenía la intención de demandar en los tribunales, si se aprobaba, el proyecto de ley de Quebec sobre neutralidad religiosa, que establece, entre otras cosas, que los servicios públicos generalmente deben darse y recibir uno mismo con un rostro descubierto.
Durante los debates televisados previos a las elecciones federales canadienses del 21 de octubre de 2019, dice que no tenía la intención de impugnar la ley a menos que la impugnación judicial vaya a la Corte Suprema por violación de los derechos establecidos en la Carta Canadiense de derechos y libertades.
Preguntado sobre esto por el periodista de CBC Terry Milewsky, Jagmeet Singh se negó tres veces a distanciarse del culto de la persona pagada a Talwinder Singh Parmar, quien se cree que es el instigador del ataque al robo. vidas de 329 personas en 1985. Frente a la controversia, Jagmeet Singh, sin embargo, declaró aceptar las conclusiones de la investigación canadiense y condenar a todos los responsables del ataque. 